# Perla kiritschenkoi
Perla kiritschenkoi är en bäcksländeart som beskrevs av Zhiltzova 1961. Perla kiritschenkoi ingår i släktet Perla och familjen jättebäcksländor. Inga underarter finns listade i Catalogue of Life.